# Zweite Flandernschlacht
In der Zweiten Flandernschlacht – auch Zweite Ypernschlacht genannt – im Ersten Weltkrieg versuchten die deutschen Truppen am 22. April 1915 in einer erneuten Offensive die Stellungen der Alliierten an der Westfront in Flandern zu durchstoßen, um den Frontbogen bei Ypern zu beseitigen. Das deutsche Heer setzte bei dieser Offensive erstmals chemische Waffen in Form von Chlorgas ein. Der Durchbruch scheiterte an mangelnden Reserven, der Frontbogen konnte aber verkleinert werden. Die Auseinandersetzung wird zu den vier Flandernschlachten gezählt.

## Vorbereitungen
Nach dem Scheitern der deutschen Durchbruchsversuche in der Ersten Flandernschlacht im November 1914 waren zur Jahreswende starke Truppenteile – u. a. das Gardekorps, das XIII. Armee-Korps und das III. Reserve-Korps – an die Ostfront verlegt worden. Am 14. und 15. März war es Teilen des II. bayerischen Armeekorps gelungen, die Höhenstellung von St. Eloi in deutsche Hand zu bringen, man war damit dem nötigen strategischen Ziel – der Eroberung des Kemmelberges – näher gekommen. Obwohl keinerlei Reserven zur Verfügung standen, befahl General Erich von Falkenhayn, der Chef der deutschen Heeresleitung, im Abschnitt der 4. Armee einen begrenzten Angriff im Raum Ypern, um die Wirkung eines neu entwickelten Kampfgases zu erproben. Dem mit dem Angriff beauftragten Armeeführer Albrecht von Württemberg wurde der Abschnitt Gheluvelt – Langemarck – Yserkanal als Angriffsabschnitt zugewiesen. Der Generalstabschef der 4. Armee, Generalmajor Ilse, organisierte mit Oberst Peterson, dem Führer der chemischen Waffen, den Ablauf des Gaseinsatzes. Ob die Eroberung der Kanalhäfen das strategische Ziel Falkenhayns war, bleibt fraglich; die bereitgestellten Reserven sprechen jedenfalls gegen diese Vermutung. Für den ersten Angriff waren nur fünf Divisionen (45., 46., 51., 52., und 53. Reserve-Division) vorgesehen.
Die Verteidigung des Ypernbogens oblag bei den Alliierten seit Weihnachten 1914 der neuaufgestellten britischen 2. Armee. Deren Befehlshaber General Horace Smith-Dorrien unterstand am rechten Flügel das III. Korps unter General William Pulteney, im Zentrum das II. Korps unter General Charles Fergusson sowie im östlichen Vorfeld rund um Ypern das V. Korps unter General Herbert Plumer, nur letzteres geriet in der Folge in das deutsche Hauptangriffsfeld. Im Norden Yperns verteidigte die französische Armee-Abteilung Détachement d’armée de Belgique des Generals Gabriel Henri Putz mit den verbündeten Belgiern etwa die Front am Yserkanal zwischen Bixschoote und Langemark, wo östlich davon der Anschluss an die frische kanadische Division erfolgte.

## Verlauf

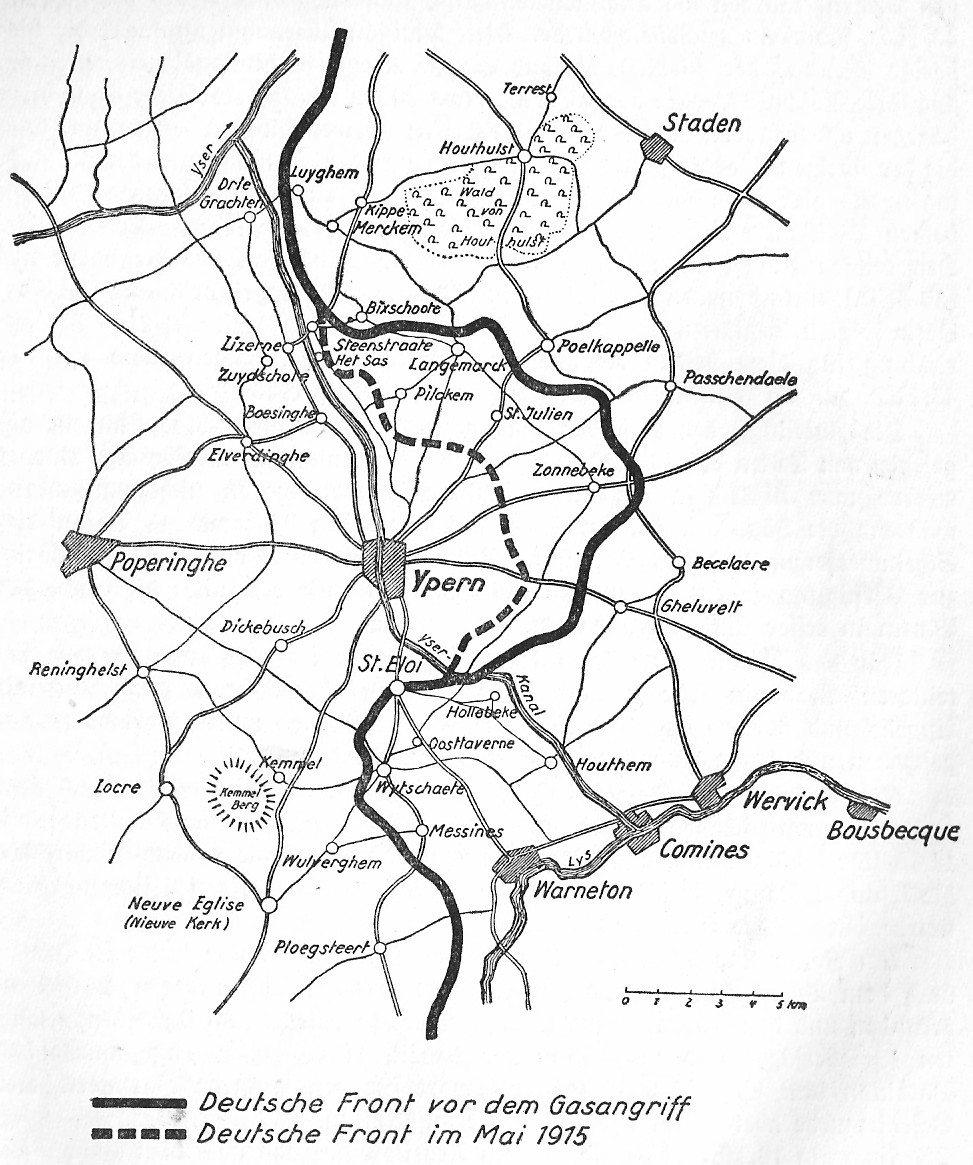

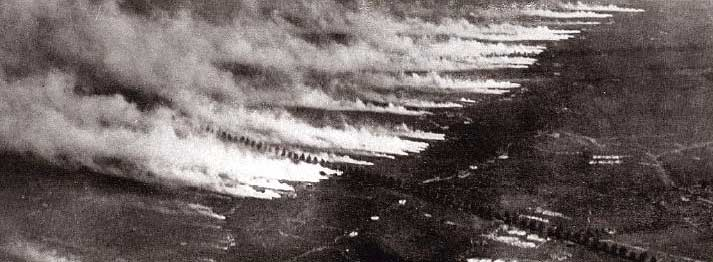
Gasangriff

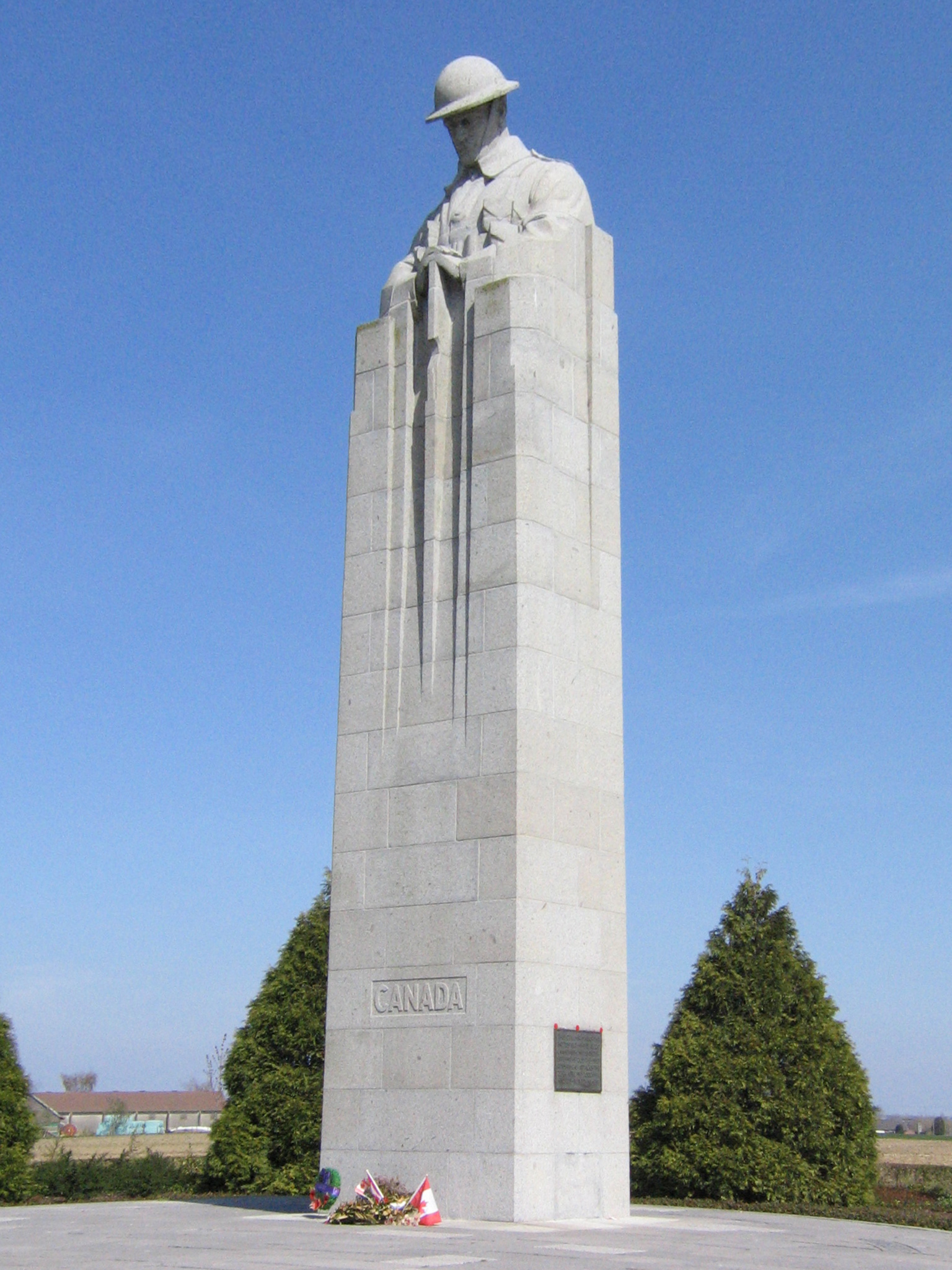
Saint Julien Memorial (1923) für die bei den ersten Gasangriffen am 22. und 24. April 1915 getöteten kanadischen Soldaten

Zwischen Steenstrate und Poelkapelle ließ das deutsche Pionierregiment 35 am 22. April 1915 um 18 Uhr innerhalb von fünf Minuten 150 Tonnen Chlorgas aus 6000 Stahlflaschen ab. Eine weißgelbe Giftwolke zog sich auf 6 km Breite gegen die französischen Stellungen. Da Chlorgas schwerer als Luft ist, sank es in die alliierten Gräben und Stellungen. Die Reste des gegenüberliegenden französischen Korps de Mitry mit der 87. sowie der 45. (algerischen) Division flohen. Die Soldaten hatten keinerlei Gasschutz (z. B. Gasmasken); es gab dort mehrere tausend Mann Verluste, darunter wahrscheinlich mehr als tausend Todesopfer (die Zahl kann nur geschätzt werden). In der Folge gelang es dem deutschen XXIII. Reserve-Korps unter General von Kathen, die alliierte Stellung am Yserkanal ohne gegnerischen Widerstand einzunehmen und drei bis vier Kilometer tief vorzurücken. Die Deutschen hatten allerdings selbst keine Gasmasken, was den weiteren Vorstoß hemmen sollte.
Der 51. Reserve-Division gelang die Einnahme von Langemarck, der östliche Yser-Brückenkopf bei Het Sas wurde den Franzosen durch die deutsche 46. Reserve-Division entrissen. Zudem gelang den Deutschen auch die Einnahme der Höhen von Pilkem.
Am 23. April fielen das durch die aus der Reserve nach vorn herangezogene französische 153. Division verteidigte Steenstrate sowie der Ort Lizerne in die Hände des XXIII. Reserve-Korps. Bei Gravenstafel begann die aus der Reserve herangebrachte britische 50. Division sofort mit entlastenden Gegenangriffen. Am 24. April griff auch das deutsche XXVI. Reserve-Korps unter General von Hügel mit der 51. und 52. Reserve-Division energisch in die Schlacht ein und verwickelte die 1. Kanadische Division unter General Edwin Alderson nordwestlich von Ypern bei St. Julien in schwere Kämpfe. Die Schlacht wogte zwischen Broodseinde und Langemarck entscheidungslos hin und her. Da die deutsche Seite versäumt hatte, ausreichend Reserven bereitzustellen, konnte die nördlich von Ypern entstandene Frontlücke nicht genutzt werden. Alle späteren deutschen Angriffe wurden zurückgeschlagen.
Am 26. April begann auch die französische Seite unter Führung von General Foch mit Gegenangriffen gegen den rechten deutschen Flügel. Die Deutschen mussten am 27. April das Dorf Lizerne auf dem Westufer des Yser-Kanals wieder räumen und wurden auf die Kanalfront von Drie Grachten bis Het Sas zurückgeworfen, am Ostufer zwischen Bixschoote und Pilkem erstarrte die Front. Die Deutschen beschränkten sich Ende April darauf, die exponierte 1. kanadische sowie die 27. und 28. britische Division westlich Ypern von drei Seiten mit Artillerie zu beschießen. Um dem zu entgehen, wurden diese drei Divisionen vom 1. bis 4. Mai auf eine kürzere Verteidigungslinie vor Ypern zurückgenommen. An den Angriffen beteiligten sich jetzt auch das deutsche XXVII. Reserve-Korps unter Richard von Schubert im Raum Gheluvelt sowie bei Hollebeke das XV. Armee-Korps unter Berthold von Deimling.
General Smith-Dorrien wollte bereits zurückgehen und den Frontbogen von Ypern freiwillig verkleinern. Der britische Oberbefehlshaber John French enthob ihn darauf seines Kommandos und setzte General Herbert Plumer als neuen Führer der 2. Armee an dessen Stelle. Die Führung von Plumers V. Korps und damit die Verteidigung des Frontbogens erhielt General Edmund Allenby, der bisherige Führer des bei Ypern in Reserve stehenden Kavalleriekorps.
Vom 2. bis 9. Mai 1915 versuchten die Deutschen nochmals unter neuerlichen Einsatz von Giftgas einen Durchbruch zu erzwingen. Die Angriffe gegen die Kanadier in der Schlacht von Frezenberg brachten nur noch wenig Geländegewinn und wurden nach dem Eingreifen der britischen 4. Division vollständig zum Stehen gebracht. Die zweite Phase der deutschen Offensive war damit ebenfalls gescheitert. Am 24. Mai griffen die Deutschen noch einmal erfolglos in der Schlacht bei Bellewarde an. Am 25. Mai 1915 musste die deutsche Oberste Heeresleitung wegen zu hoher Verluste den Durchbruchsversuch einstellen, die Zweite Ypernschlacht musste abgebrochen werden. General Falkenhayn hatte für eine Weiterführung keine Reserven bereit, weil nach der erfolgreichen Schlacht von Gorlice-Tarnów alle verfügbaren Truppen vorrangig der Ostfront zugeführt wurden. In Flandern wurden mit Schwerpunkt bei Hooge und Lombartzyde die Kämpfe noch bis Mitte Juni fortgesetzt.

## Sonstiges
Der 14-jährige John Condon, der als der jüngste Gefallene der alliierten Truppen im Ersten Weltkrieg gilt, starb bei einem Chlorgasangriff am 24. Mai im Ypernbogen.